# Абдулкерим паша Бурсалъ
Абдулкерим (Абдул Керим) паша Бурсалъ (на турски: Bursalı Abdülkerim Paşa) е османски офицер и чиновник.

## Биография
Роден е в 1835 или 1839 година в Бурса. Валия е в Шкодра от 1891 до 1894 година.
От 1895 до 1901 е валия на Битолския вилает. Абдулкерим паша е европейски ориентиран и се опитва да извършва реформи и да работи за потушаване на междуетническите напрежения в Битолско. Уволнява всички мюдюри, каймаками и други чиновници, които са обвинявани в злоупотреби. Обезоръжава селските милиции, назначава за поляци в християнските села християни, забранява носенето на оръжие в града и екзекуциите на революционери. Взима мерки и срещу бандитизма по селата. В 1897 година се сближава с новоназначения български търговски агент Никола Стойчев. В същата година председателят на Българската община в града архимандрит Герасим успява да издейства от валията отмяна на заповедта на гръцкия владика да не се погребват българи в гръцките гробища в Буково. В 1901 година Абдулкерим паша успява да укроти бунта на старейшините за по-големи заплати, като задоволява исканията им.
В 1901 година започва кампания за подпомагане на пострадали от природни бедствия във вилаета, като само в Прилеп са разрушени и обновени 500 къщи. Развива широка дейност по европеизирането на Битоля - строи нови сграда, грижи се за хигиената и други, регулира коритото на Драгор, засажда дървета по улиците, оформя Битолския парк, изгражда Тумбе кафе с дървета и пейки и обновява кафенето срещу него, като му дава име „Единство“. В 1897 година започва да се изгражда и театърът в Битоля, завършен в 1905 година. Валията изгражда и болница за бедни (Гураба Хаста Хане, 1895 г.), лудница, старчески дом, кожарница и рибният пазар. Сред известните сгради от негово време е хотел „Марк“ („Ориент“).
В 1901 година Абдулкерим паша решава да се пенсионира и напуска Битоля. Умира в 1910 или 1912 година.